# 253
253 је била проста година.

## Догађаји
- Легије које су водиле кампању против Гота на Дунаву бирају Марка Емилијана за новог цара. Он напредује ка Риму Фламинијевим путем, како би се сусрео са својим противником, царем Требонијаном Галам, и његовим сином Волусијаном. Генерали у пограничним регионима углавном су проглашени за владаре од стране својих војски како би зауставили инвазију германских и других племена,
- Емилијан је проглашен „непријатељем државе“ од стране Римског сената. Требонијан Гал је поражен код Тернија; бежи са Волусијаном на север, али код Фолиња их убијају сопствене трупе.
- Емилијан влада Римским царством три месеца; обећава да ће се борити у Тракији и креће у рат против Персије. Сенат му даје чин Понтифекс Максимуса. (Pontifex Maximus) Емилијан је убијен у Сполетуму, а Публије Валеријан, стар 60 година, признаје се за новог цара од стране рајнских легија. Он даје свом сину Публију Лицинију Егнацију Галијену титулу Август. Валеријан I  и шаље га на Дунав где су Готи прекршили споразум потписан са Римом и напали Мезију.
- Валеријан I дели Римско царство на два дела; Галијен преузима контролу над Западом, а његов отац влада Истоком, где се суочава са персијском претњом.
- Битка код Барбалисоса: Краљ Шапур I побеђује римску војску код Барбалисоса у Сирији.
- Валеријан реформише III Августову легију како би се борио против „пет народа“, опасне коалиције берберских племена у Африци.
- Папа Корнелије је протеран у егзил.

### Јун
- 25. јун – Папа Луције I наслеђује папу Корнелија као 22. римски епископ.
- Папа Луције је ухапшен готово одмах након избора и прогнан, као и његов претходник.

## Рођења
- Википедија:Непознат датум — римски цар Нумеријан.

## Смрти
- Википедија:Непознат датум — римски цар Емилијан.